# Rajd Slovensko Nitra 1971
Rajd Slovensko Nitra 1971 (3. Rallye Slovensko Nitra 1971) – 3. edycja rajdu samochodowego Rajd Slovensko rozgrywanego w Czechosłowacji. Rozgrywany był od 10 do 11 września 1971 roku. Rajd był czwartą rundą Rajdowego Pucharu Pokoju i Przyjaźni w roku 1971 oraz czwartą runda Rajdowych Mistrzostw Słowacji w roku 1971.

## Klasyfikacja rajdu
| Miejsce                | Kierowca               | Pilot                  | Samochód                 | Czas                   | Strata                 |                        |
| Klasyfikacja generalna | Klasyfikacja generalna | Klasyfikacja generalna | Klasyfikacja generalna   | Klasyfikacja generalna | Klasyfikacja generalna | Klasyfikacja generalna |
| ---------------------- | ---------------------- | ---------------------- | ------------------------ | ---------------------- | ---------------------- | ---------------------- |
| 1.                     | Marian Bień            | Zbigniew Kołaczkowski  | Porsche 911 T            | 40:37                  | -                      |                        |
| 2.                     | Attila Ferjáncz        | Jenő Zsembery          | Renault 8 Gordini        | 40:38                  | +1                     |                        |
| 3.                     | Ilia Chubrikov         | Kiro Kirov             | Alpine-Renault A110 1600 | 41:22                  | +45                    |                        |
| 4.                     | Robert Mucha           | Błażej Krupa           | Polski Fiat 125p 1500    | 41:58                  | +1:21                  |                        |
| 5.                     | Karel Kapras           | Ladislav Hršel         | Škoda 110 L Rallye       | 42:09                  | +1:32                  |                        |
| 6.                     | Jiří Rosický           | Petr Cvrkal            | Škoda 110 L Rallye       | 42:14                  | +1:37                  |                        |
| 7.                     | Peter Hommel           | Bernhard Malsch        | Wartburg 353             | 43:20                  | +2:43                  |                        |
| 8.                     | Adam Smorawiński       | Piotr Mystkowski       | BMW 2000 Ti              | 43:29                  | +2:52                  |                        |
| 9.                     | Karel Plička           | Milan Břicháč          | Škoda 110 L Rallye       |                        |                        |                        |
| 10.                    | Karel Šimek            | Antonín Uhřík          | Škoda 110 L              |                        |                        |                        |
| Klasyfikacja RPPiP     |                        |                        |                          |                        |                        |                        |
| 1.                     | ?                      |                        |                          |                        | -                      |                        |

| 1. | Czechosłowacja |
| 2. | Bułgaria       |
| 3. | Węgry          |